# Chaetopleura chelazziana
Chaetopleura chelazziana är en blötdjursart som beskrevs av Ferreira 1983. Chaetopleura chelazziana ingår i släktet Chaetopleura och familjen Ischnochitonidae. Inga underarter finns listade i Catalogue of Life.